# Adeline Records
Adeline Records är ett amerikanskt skivbolag grundat 1997 av Billie Joe Armstrong (sångare i Green Day samt Pinhead Gunpowder), Billie Joes fru Adrienne samt Lynn och Jim Thiebaud (Real Skateboards).
Band som ges ut på Adeline är Pinhead Gunpowder, The Frustrators, The Network, The Soviettes, Link, AFI och nyligen kontrakterade The Living End.
Adeline har även en klädkollektion som kallas Adeline Street. För designen står Adrienne med hjälp från maken. Namnet kommer från en väg som heter Adeline Street och går genom Berkeley och Oakland i Kalifornien.